# Zwinnik nadobny
Zwinnik nadobny, bystrzyk nadobny (Hemigrammus pulcher) – endemiczny gatunek słodkowodnej ryby z rodziny kąsaczowatych (Characidae). Bywa hodowany w akwariach.

## Występowanie
Występuje w Ameryce Południowej na obszarze Peru, gdzie zasiedla leśne źródła i potoki w dorzeczu górnej Amazonki.

## Opis
Pierwsze egzemplarze tego gatunku zostały znalezione w roku 1938, kiedy to wyruszyła ekspedycja ichtiologiczna do Brazylii. Ekspedycję zorganizowała niemiecka firma, która zajmowała się sprowadzaniem ryb do Niemiec. Na odcinku od miasta Tefé w Brazylii aż do miasta Iquitos w Peru planowano wyłowić neona Innesa. Pod koniec wyprawy w okolicach miasta Iquitos złowiono nieznany wówczas gatunek, który nazwano Hemigrammus pulcher.

## Charakterystyka
Żywa, stadna i szybko pływająca ryba o spokojnym, towarzyskim charakterze. Kształt ciała wydłużony, wysoki, bocznie spłaszczony w kolorze zielonkawym. Głowa ma ubarwienie ciemnozielone, wokół otworu gębowego przechodzi w czerń. Oko czarne z czerwonym zabarwieniem w górnej części. Grzbiet ciemny, od strony brzusznej ciało ma barwę żółtobiaławą. Oczy wyraźne, w części pozaskrzelowej widnieje jasnoczerwona plama. Płetwa grzbietowa oraz odbytowa i ogonowa są w kolorze jasnoczerwonawym. Od wysokości nasady płetwy grzbietowej, poniżej linii bocznej przebiega czarny pas, który kończy się u nasady płetwy ogonowej. Dorasta do 5 cm.

## Dymorfizm płciowy
Większa i bardziej zbudowana w partii brzusznej jest samica. Jej pęcherz pławny jest częściowo widoczny, gdy obserwowany pod światło. Samiec jest smuklejszy, pęcherz pławny jest całkowicie widoczny.

## Warunki w akwarium
| Zalecane warunki w akwarium | Zalecane warunki w akwarium           |
| --------------------------- | ------------------------------------- |
| Zbiornik                    | średni lub duży                       |
| Temperatura wody            | 23–27°C                               |
| Twardość wody               | 10–15°n                               |
| Skala pH                    | 5,5–6,5                               |
| pokarm                      | wszystkożerny, urozmaicony            |
| Uwagi                       | gatunek zaliczany do ryb problemowych |

## Warunki hodowlane
Wskazane jest aby woda miała odczyn lekko kwaśny. Wychów jest dość trudny. Ryba chętnie przebywa wśród roślin z rodzaju Cryptocoryne, Sagittaria, Echinodorus, Marsilea oraz Ceratopteris.

## Rozmnażanie
Doprowadzenie do tarła jest trudne, uzależnione od dobrania się pary tarlaków. Odbywa się w małym zbiorniku wśród drobnolistnych roślin w wodzie bardzo miękkiej, lekko kwaśnej, w temperaturze około 28 °C. Samica składa do 600 ziaren ikry. Po tarle wskazane jest odłowienie tarlaków i zaciemnienie zbiornika z ikrą.
Po 20–24 godzinach z jaj wykluwa się narybek, który po kolejnych 3–4 dniach zaczyna pływać swobodnie. Rośnie bardzo powoli i jest bardzo płochliwy. Z tego też powodu ukrywa się w zakamarkach akwarium (małe groty, doniczki). Na początek karmiony powinien być drobnym "pyłem", larwami solowca, widłonogami.